# Бранко Шурбат Бане
Бранко Шурбат Бане (Сарајево, 6. мај 1920 — околина Горажда, 23. мај 1943), учесник Народноослободилачке борбе и народни херој Југославије.

## Биографија
Рођен је 6. маја 1920. године у Сарајеву. Потиче из сиромашне радничке породице. Основну школу и гимназију завршио је у родном граду, а 1940. године уписао се на новоотворени Пољопривредно-шумарски факултет у Сарајеву.
У вишим разредима гимназије укључио се у револуционарни омладински покрет и био један од његових најистакнутијих чланова. Кућа његових родитеља у Коваћевићима била је илегално састајалиште комуниста и скојеваца, који су радили на обнављању партијских организација у Сарајеву и околини. У чланство Савеза комунистичке омладине Југославије (СКОЈ) примљен је крајем 1939, а у чланство Комунистичке партије Југославије (КПЈ) почетком 1941. године.
После окупације Краљевине Југославије, 1941. године, проглашена је Независна Држава Хрватска, у чији састав је ушла и Босна и Херцеговина. Одмах по доласку усташа у Сарајево, Бранко се повукао у илегалност, јер су усташе за њим расписале потерницу. Иако у илегали активно је радио на припремама за оружани устанак.
У лето 1941. године Бранко је, међу првима, ступио у партизанске одреде на територији сарајевске области. Најпре се налазио у партизанским јединицама на терену Семизовца, Вогошће и Средњег, а после формирања Партизанског одреда „Звијезда“ именован је за секретара Окружног комитета СКОЈ-а и члана Окружног комитета КПЈ за планину Звијезду. Упоредо с обављањем ових партијско-политичких задатака, учествовао је и у борбама које је водио Црновршки партизански батаљон Партизанског одреда „Звијезда“. Посебно се истакао у борбама за ослобођење Средњег и Љубине, затим у нападу на Вареш, као и у борбама против четника, почетком 1942. године.
Априла 1942. године, постао је политички комесар Друге чете Првог источнобосанског ударног батаљона. Приликом пребацивања батаљона на леву обалу реке Криваје, пошто су четници нешто раније онеспособили мост, он је препливао реку, поставио даске на стубове и тако омогућио прелаз батаљона. Истакао се и у борбама код Власенице, 15. јуна 1942. године, као и код Грачанице на реци Спречи, крајем истог месеца.
У Шестој пролетерској источнобосанској ударној бригади, у чији је састав укључен Први источнобосански ударни батаљон, Бранко је обављао дужност политичког комесара чете. С бригадом се истакао у борбама против Немаца у Срему - на Филиповом путу и у Босутским шумама; против четника на Малешевцима, 28. новембра 1942; против усташа и Немаца, 18. и 19. децембра исте године на Мајевици, и код Хан-Крама, 9. марта 1943. године. Посебно се истакао у борбама током Пете непријатељске офанзиве.
Погинуо је 23. маја 1943. године, на положају на Троврху, у околини Горажда.
Његови посмртни остаци сахрањени су у Гробници народних хероја у спомен-парку Враца, на падинама Требевића, код Сарајева.
Одлуком председника Федеративне Народне Републике Југославије Јосипа Броза Тита, 27. новембра 1953. године, је проглашен за народног хероја.
Од 1974. до рата у БиХ, основна школа на Грбавици је носила име по њему.